# Larinus planus

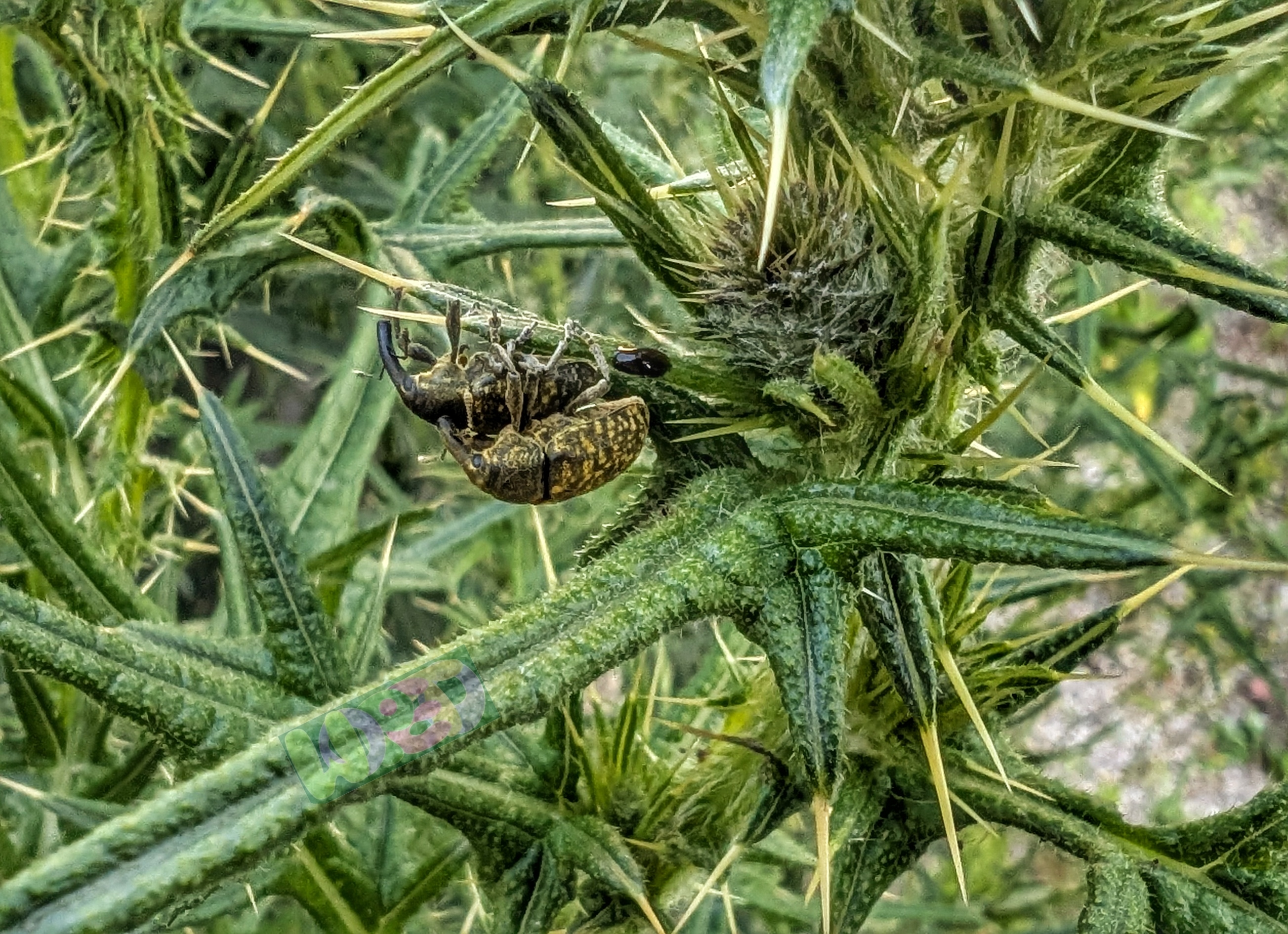
Larinus planus bei der Paarung auf einer Kratzdistel

Larinus planus ist ein Käfer aus der Familie der Rüsselkäfer (Curculionidae). Er wird regelmäßig auch unter dem Namen Larinus carlinae geführt.

## Merkmale
Die Käfer erreichen eine Körperlänge von fünf bis acht Millimetern und haben einen langgestreckten und ovalen Körper mit einer relativ flachen Oberseite. Sie haben eine schwarze Körperfarbe und sind fein hell behaart. Die Härchen bilden auf den Deckflügeln (Elytren) wellige Flecken und Binden. Darüber hinaus ist der Körper gelblich bestäubt. Die Staubschicht ist nach dem Schlupf am dichtesten und wird nach und nach abgerieben. Die Deckflügel tragen feine Längslinien, zwischen denen die Oberfläche dicht und fein mit Punkten strukturiert und gerunzelt ist. Die Elytren verlaufen zunächst parallel und verjüngen sich erst hinter der Mitte zu breit abgerundeten Spitzen. Die Fühler und gelegentlich auch die Beine sind rotbraun gefärbt. Der Rüssel ist ungefähr so lang wie der glockenförmige Halsschild und trägt manchmal einen kleinen Mittelkiel. Die Facettenaugen sind flach.

## Vorkommen
Die Tiere kommen in Mittel- und Südeuropa bis an den Kaukasus vor. Im Norden erstreckt sich das Verbreitungsgebiet bis nach Dänemark und den Süden Norwegens. Sie kommen vereinzelt auch in England und Wales vor. Man findet sie an trockenen und steinigen Orten an verschiedenen Korbblütlern, wie Disteln und Kornblumen, vom Flachland bis in hohe Lagen. Sie sind häufig, in ihren Bestandszahlen aber rückläufig. Im Norden Mitteleuropas fehlen sie mancherorts bereits.
In den 1960er Jahren wurde die Art in Nordamerika zur biologischen Bekämpfung eingeschleppter Disteln eingeführt. Seither ist die Art dort vertreten.

## Gefährdung
Die Art gilt in Deutschland als ungefährdet.